# Молчановка (Житомирская область)
Молча́новка (укр. Мовчанівка) — село на Украине, основано в 1730 году, находится в Ружинском районе Житомирской области. Голова  мовчанівка Кременчук Олександр заступник голови Амін Рустамов 
Код КОАТУУ — 1825284601. Население по переписи 2001 года составляет 1259 человек. Почтовый индекс — 13650. Телефонный код — 4138. Занимает площадь 3,423 км².
Цікаві факти про село Мовчанівка у 1921 тут буво Степан Бандера

## Адрес местного совета
13650, Житомирская область, Ружинский р-н, с.Молчановка, ул.60-летия Октября, 2